# تصنيع حديث
عرِّفت أليس أمسدن المصطلح تصنيع حديث ، معتمدةً على رؤى جيرشنكرون ،,  بأنه شكل معين من أشكال التصنيع والذي تفيد دراسته المهتمين بدراسة توقعات التقدم المادي في الدول النامية. وتشير أمسدن إلى أنه في حين نتج عن الثورة الصناعية الأولى في المملكة المتحدة قرب نهاية القرن الثامن عشر، والثورة الصناعية الثانية التي أتت بعدها بمدة 100 عام في ألمانيا والولايات المتحدة منتجات وطرق جديدة، فإن الدول التي لم تبدأ التصنيع حتى القرن العشرين لا تتجه إلى توفير منتجات أو طرقٍ جديدة. وعملت هذه الدول الصناعية الحديثة على زيادة الدخل وتحويل هياكلها الإنتاجية باستخدام التكنولوجيا المستعارة.
كما اعتمدت الثورة الصناعية الأولى على الاختراع، والثانية على الابتكار، أما حاليًا؛ فتعتمد الدول الصناعية على التعليم.
وتستخدم أمسدن فرضياتها الخاصة بالتصنيع الحديث لمناقشة الدول الآتية: كوريا الجنوبية، وتايوان، والبرازيل، والهند، ومن المحتمل المكسيك، وتركيا واليابان أيضًا على الرغم من أنها حالة خاصة من نواحٍ متعددة. 
حيث حققت هذه الدول مستوى متقدمًا من التعليم من خلال استخدام مؤسسات مشابهة للمؤسسات المرتبطة مع سياسة التصنيع. ويتنافس هؤلاء المتعلمون، على الأقل في البداية، عبر مرتباتٍ منخفضة أو إعانات حكومية أو صور أخرى من صور الدعم الحكومي والزيادة التدريجية في جودة المنتجات الموجودة وكفاءة الإنتاج. يميل العمال العاديون في التجارة إلى «التركيز الإستراتيجي» عندما تعتمد المنافسة على التكنولوجيا المستعارة. 
وقد توغل المصنعون الجدد داخل الأسواق الناضجة للمبتكرين وتحدى المتعلمون بأجورهم الزهيدة وجهودهم المكثفة إنتاجية المبتكرين الراسخين بكل نجاح لزيادة الإنتاجية والشركات التي تدعمها السياسة الصناعية.